# Яковлівка (Краматорський район)
Я́ковлівка — село Олександрівської селищної громади Краматорського району Донецької області, Україна. Населення становить 240 осіб. Поблизу села розташований ландшафтний заказник Яковлівські соснові насадження.

## Історія
У рамках договору обміну територіями 1951 року все українське населення села Задвір'я (Нижньо-Устрицький район, Дрогобицька область, УРСР — тепер це територія Польщі) було насильно переселене у село Яковлівку